# Gródek (kraj morawsko-śląski)
Gródek (cz. Hrádekⓘ, niem. Grudek) – wieś gminna i gmina w powiecie Frydek-Mistek w Czechach, na terenie należącej do tego państwa części Śląska Cieszyńskiego (Zaolzie). Leży w dolinie Olzy.
We wsi działa Polska Szkoła Podstawowa w Gródku.

## Ludność
Polska mniejszość narodowa jest tu największa procentowo ze wszystkich gmin RČ – w roku 2021 narodowość polską podało 30% obywateli. Miejscowa ludność jest wielowyznaniowa (katolicy, ewangelicy, adwentyści, wyznawcy kościoła czeskobraterskiego, Świadkowie Jehowy).

## Nazwa
Nazwa miejscowości związana jest z powstałym tu zapewne w XII w. niewielkim gródkiem obronnym, pełniącym funkcję strażnicy granicznej ówczesnej kasztelanii cieszyńskiej. Jego ślady w postaci wału otoczonego rowem zachowały się do naszych czasów na wzniesieniu na prawym brzegu Olzy (częściowo rozmyte przez rzekę).

## Historia
W sąsiedztwie tego gródka powstało na przełomie XIV i XV w. częściowo murowane osiedle obronne, przez które biegła stara droga z Cieszyna na Przełęcz Jabłonkowską, używana do czasu wybudowania w końcu XVIII w. nowego, bitego gościńca. Osiedle to, uznawane za protoplastę Jabłonkowa, zostało najprawdopodobniej wraz z gródkiem zniszczone i spalone w czasie najazdu węgierskiego w 1447 r. Nowy - obecny Jabłonków założono później dalej na południe, zaś osadę, która powstała na ich gruzach, nazwano Starym Jabłonkowem i pod tą nazwą jest wymieniana w aktach z r. 1523 i 1533. Pamięć tych faktów zachowała się do dziś wśród tutejszej ludności w nazewnictwie miejscowym (m.in. Zómczysko, Stodolisko, Obora, Palenisko).
Nazwa "Gródek" pojawiła się dopiero w pierwszym urbarzu cieszyńskim z 1577 r. Wieś liczyła wówczas 13 osadników posiadających grunty, którzy zajmowali się zarówno uprawą roli jak i hodowlą bydła. Z czasem część gruntów gródeckich włączono do Bystrzycy i Głuchowej, a sam Gródek znalazł się w rzędzie mniejszych wsi Śląska Cieszyńskiego.
Według austriackiego spisu ludności z 1900 r. w 110 budynkach w Gródku na obszarze 982 hektarów mieszkało 882 osób, co dawało gęstość zaludnienia równą 89,8 os./km². Z tego 651 (73,8%) mieszkańców było ewangelikami, 212 (24%) katolikami, a 19 (2,2%) wyznawcami judaizmu. 875 mieszkańców (99,2%) było polskojęzycznych. Do 1910 roku liczba budynków wzrosła do 119, a mieszkańców do 886, z czego 870 było zameldowanych na stałe. Z nich 854 (96,4%) było polsko-, 6 (0,6%) czesko-, a 5 (0,6%) niemieckojęzycznymi. Podział według religii kształtował się następująco: 663 (74,8%) ewangelików, 221 (24,9%) katolików, 2 (0,2%) wyznawców judaizmu.
4 października 1908, czyli dniu jubileuszu 60-lecia panowania cesarza Franciszka Józefa I, powołano w Gródku ochotniczą straż pożarną, która przystąpiła do struktur Związku Niemieckich Straży Pożarnych. Na pamiątkę tego wydarzenia przed polską szkołą posadzono dwa dęby. W 1910 wyposażono straż w sikawkę za 1342 koron, wózek wężowy za 140 koron i trzystumetrowe węże za 675 koron. Pierwsza remiza strażacka powstała w 1914.
W wyniku konfliktu polsko-czechosłowackiego o Śląsk Cieszyński po podziale regionu w 1920 miejscowość stała się częścią Czechosłowacji.
W 1930 obok polskiej powstała czeska straż pożarna. W ramach o wiele liczniejszej straży polskiej powstała z kolei 15-osobowa orkiestra dęta. W tym czasie, na podwoziu starej ciężarówki, miejscowy kowal i ślusarze zbudowali wóz bojowy z motopompą, zniszczony w czasie wojny.
W 1937 r. przyjechał do Gródka Wincenty Witos – przywódca Stronnictwa Ludowego i trzykrotny premier rządu Rzeczypospolitej, przebywający wówczas na emigracji w Czechach (w niedalekim Rożnowie pod Radgoszczem). Cierpiący na dolegliwości gastryczne Witos zamieszkał w drewnianym domu "pod Dziołem" (niedaleko obecnego szlaku turystycznego na Filipkę), gdzie odpoczywał i poddał się kuracji ziołowej, zaordynowanej przez znanego miejscowego zielarza, Karola Kaletę. 4 października 2003 r. w pobliżu miejsca, w którym stał wspomniany dom, w obecności delegacji polskiej której przewodniczyli prezes PSL Jarosław Kalinowski i wicemarszałek Sejmu Janusz Wojciechowski, odsłonięto obelisk z odnośną tablicą pamiątkową.
W 1938 r. wieś została wraz z Zaolziem zaanektowana przez Polskę i przyłączona do powiatu cieszyńskiego, a podczas II wojny światowej znalazła się w granicach III Rzeszy. Po wojnie przywrócona Czechosłowacji.
W czasie okupacji miejscowa straż pożarna nosiła nazwę „Deutsche Feuerver”. Po 1945 podziału straży według kryteriów narodowościowych już nie stosowano - miejscowa jednostka stała się wielonarodowościowa.
W 1960 Gródek włączono do Jabłonkowa. W 1990 stał się on ponownie samodzielną gminą.

## Osoby związane z Gródkiem
- Paweł Nikodem (1878—1954) – duchowny ewangelicki, publicysta, działacz społeczny,
- Władysław Młynek (1930—1997) – polski działacz społeczny i kulturalny na Zaolziu, nauczyciel, pisarz i poeta;

## Galeria

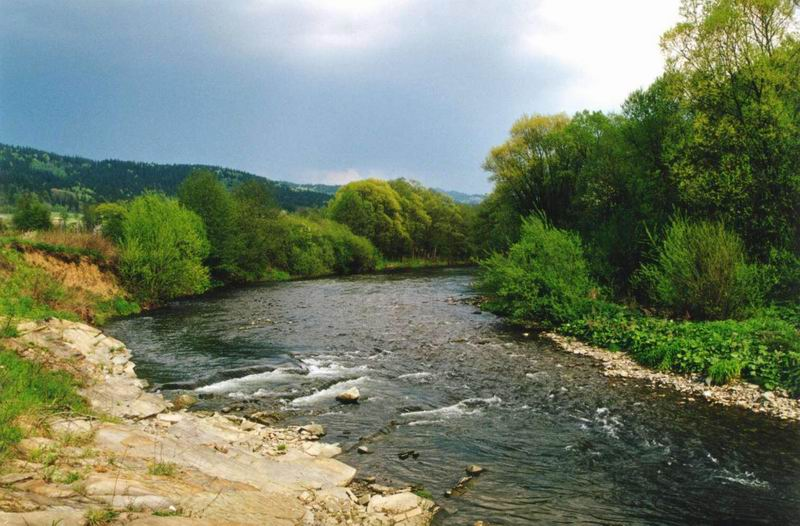
Rzeka Olza w Gródku
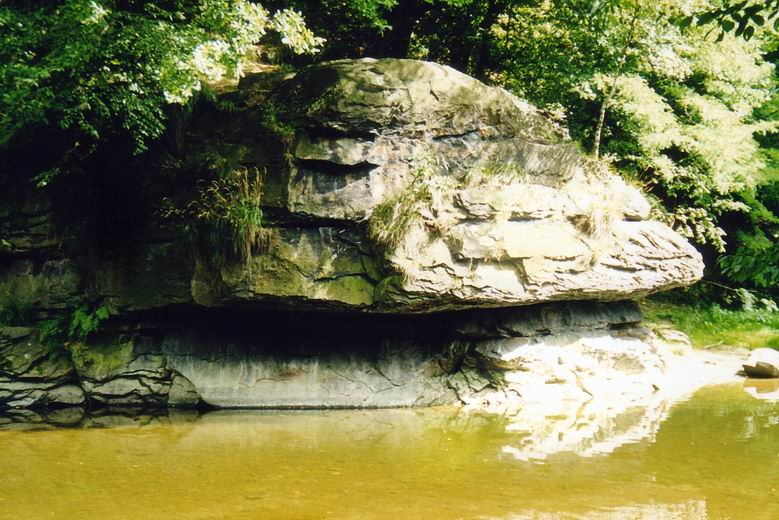
Skała Bełki
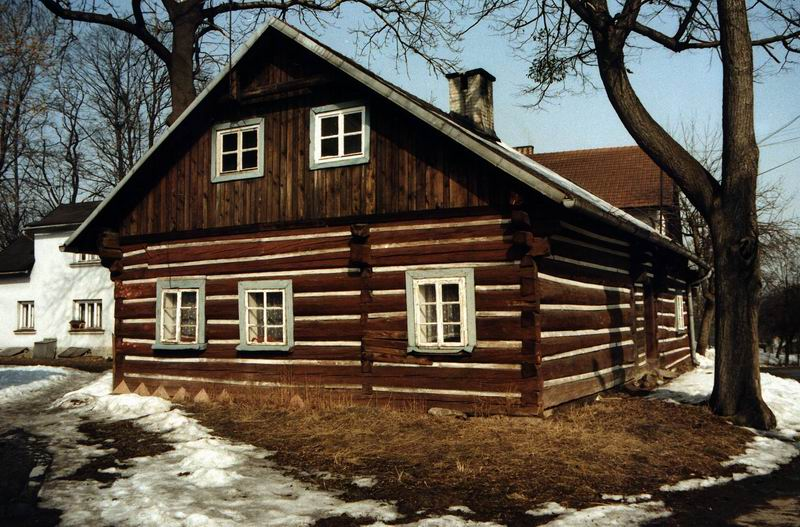
Domek z drewna (drzewiónka)
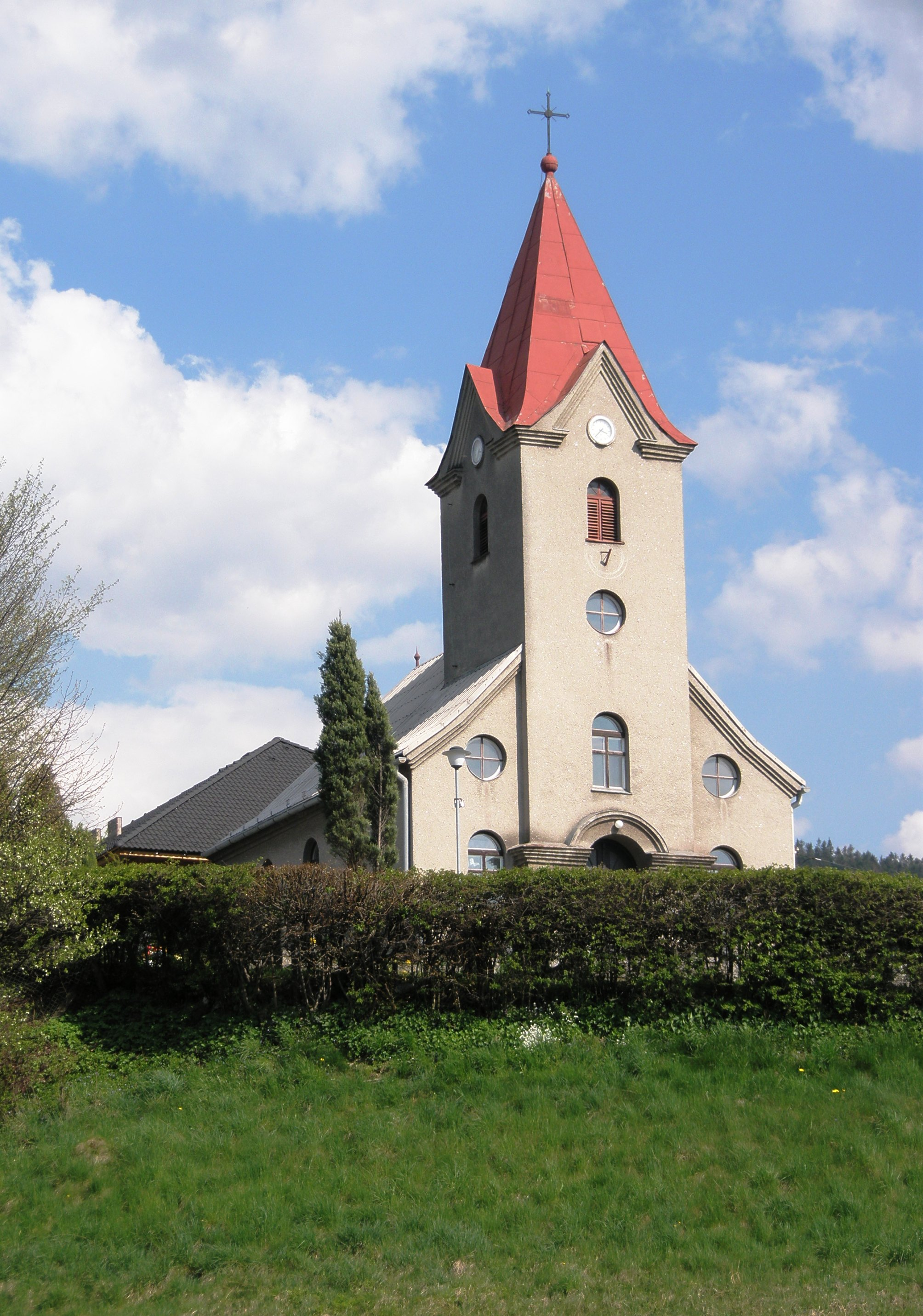
Kościół ewangelicki w Gródku
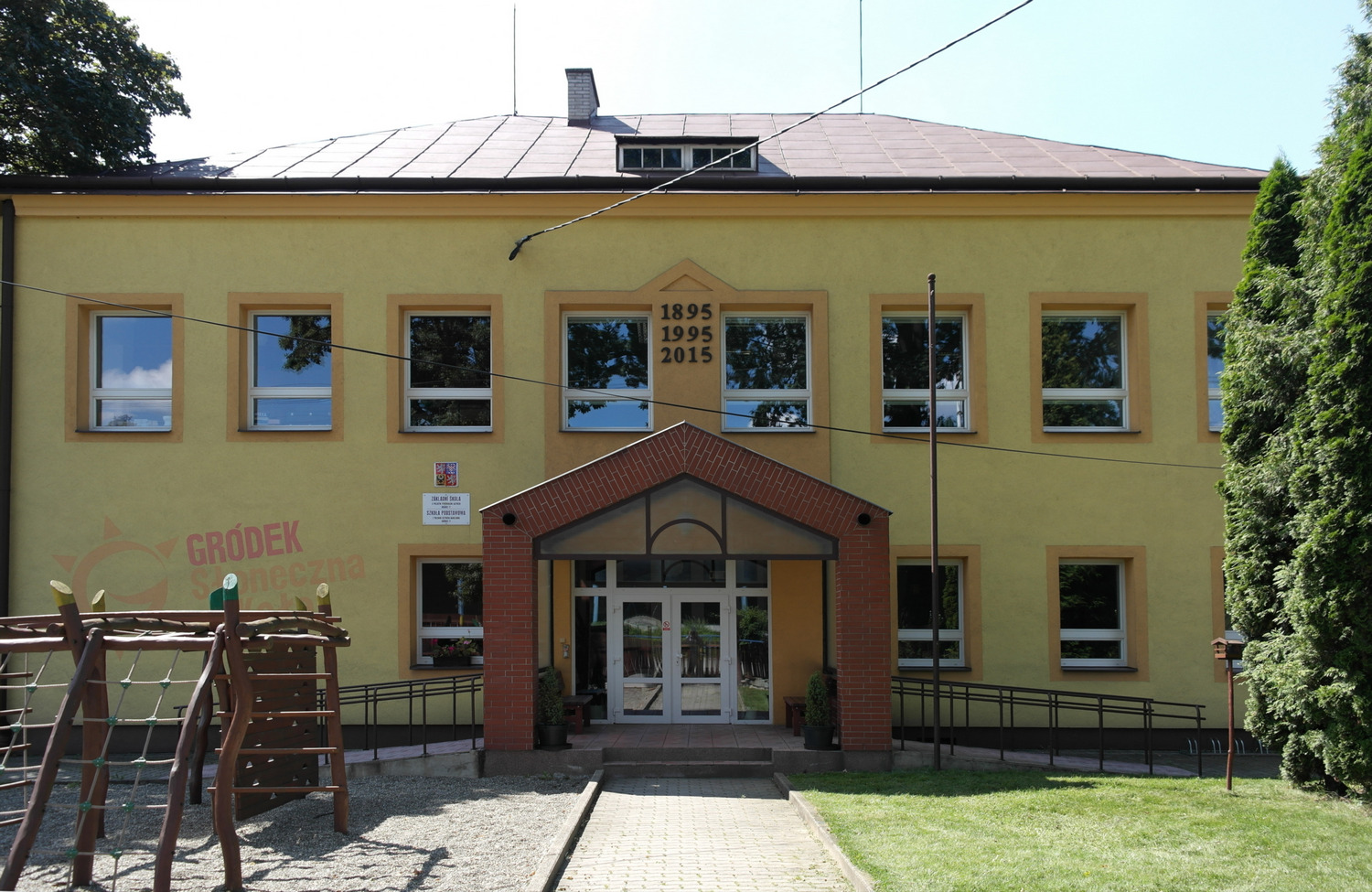
Polska szkoła
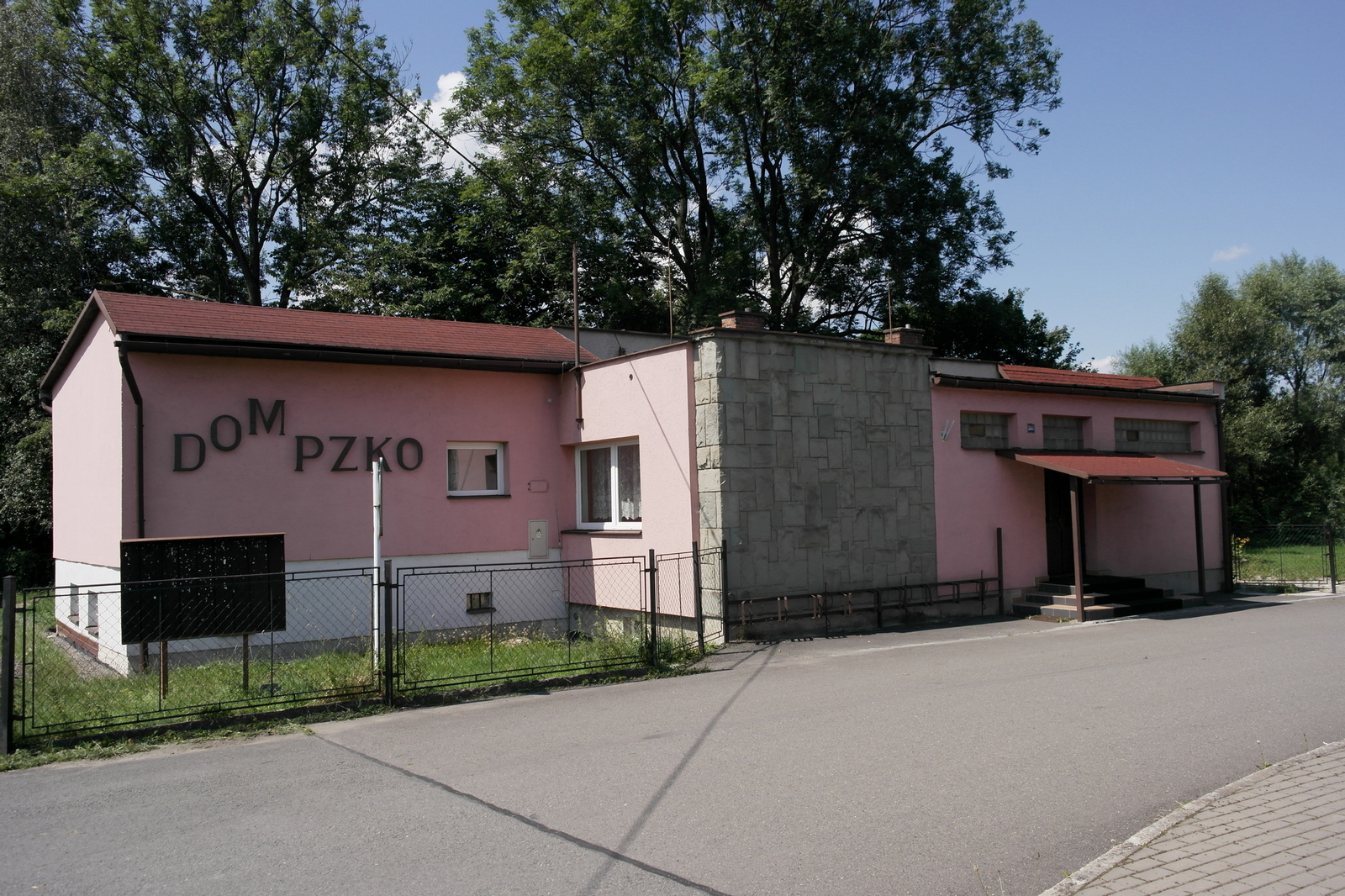
Dom PZKO
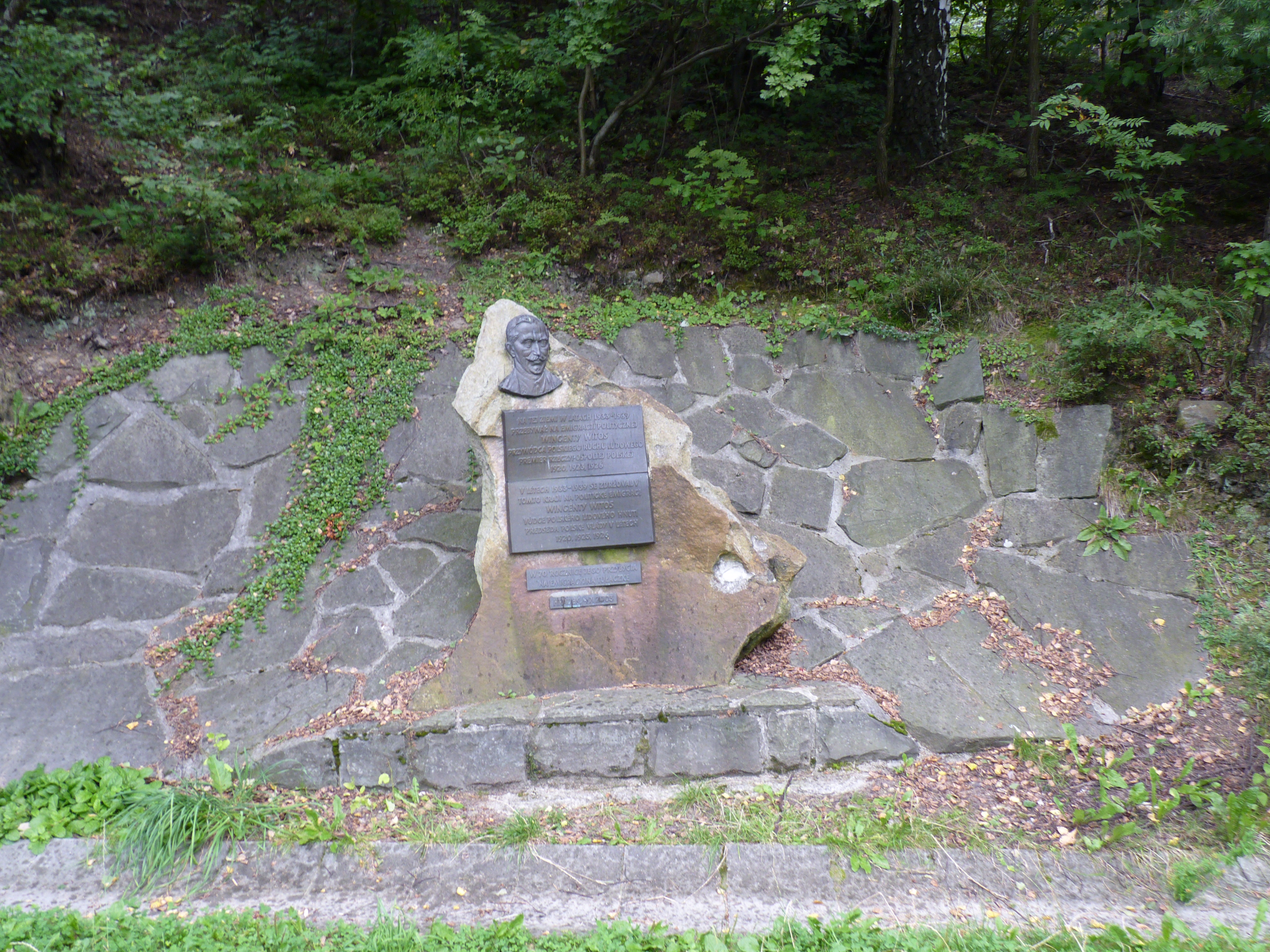
Pomnik - W.Witos
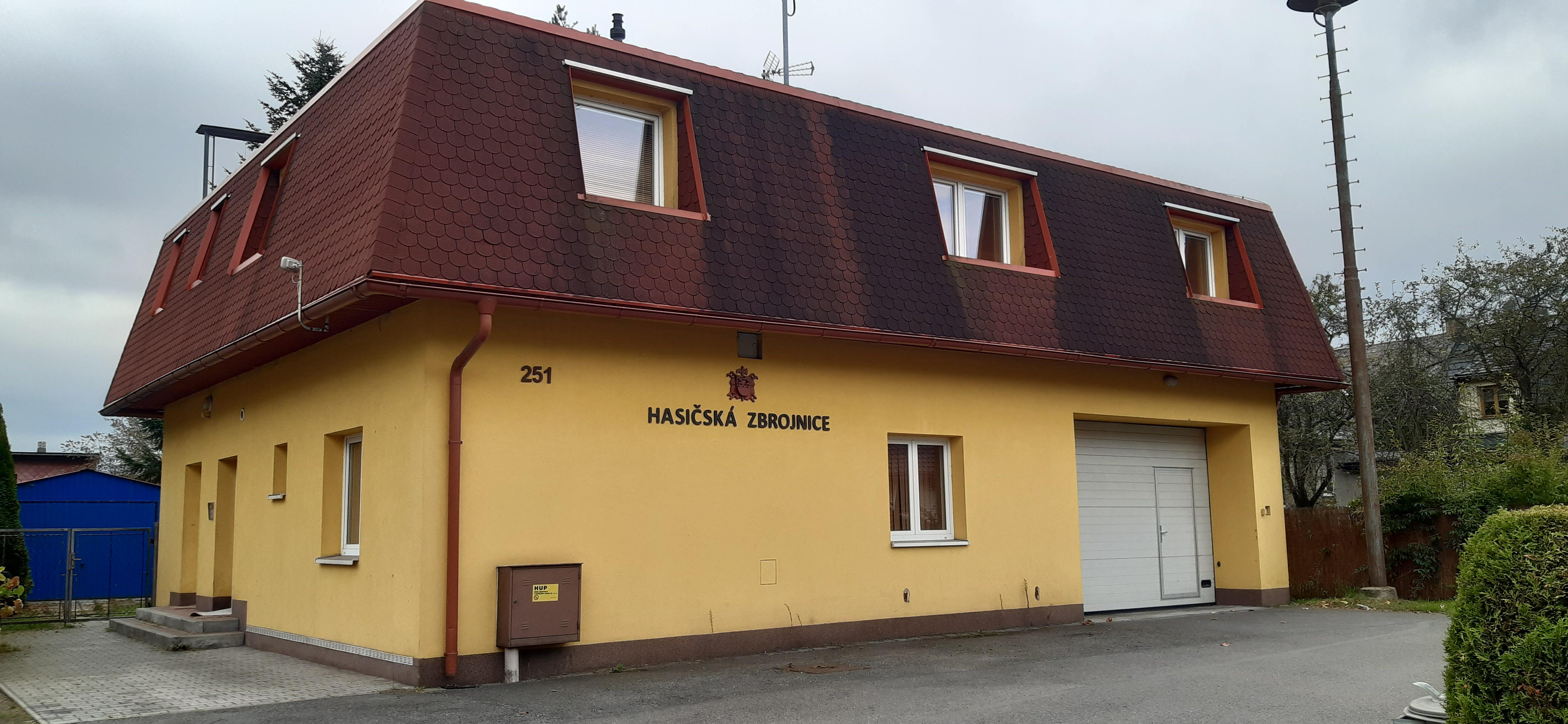
Remiza strażacka w Gródku